# بشاير الخير (الإسكندرية)

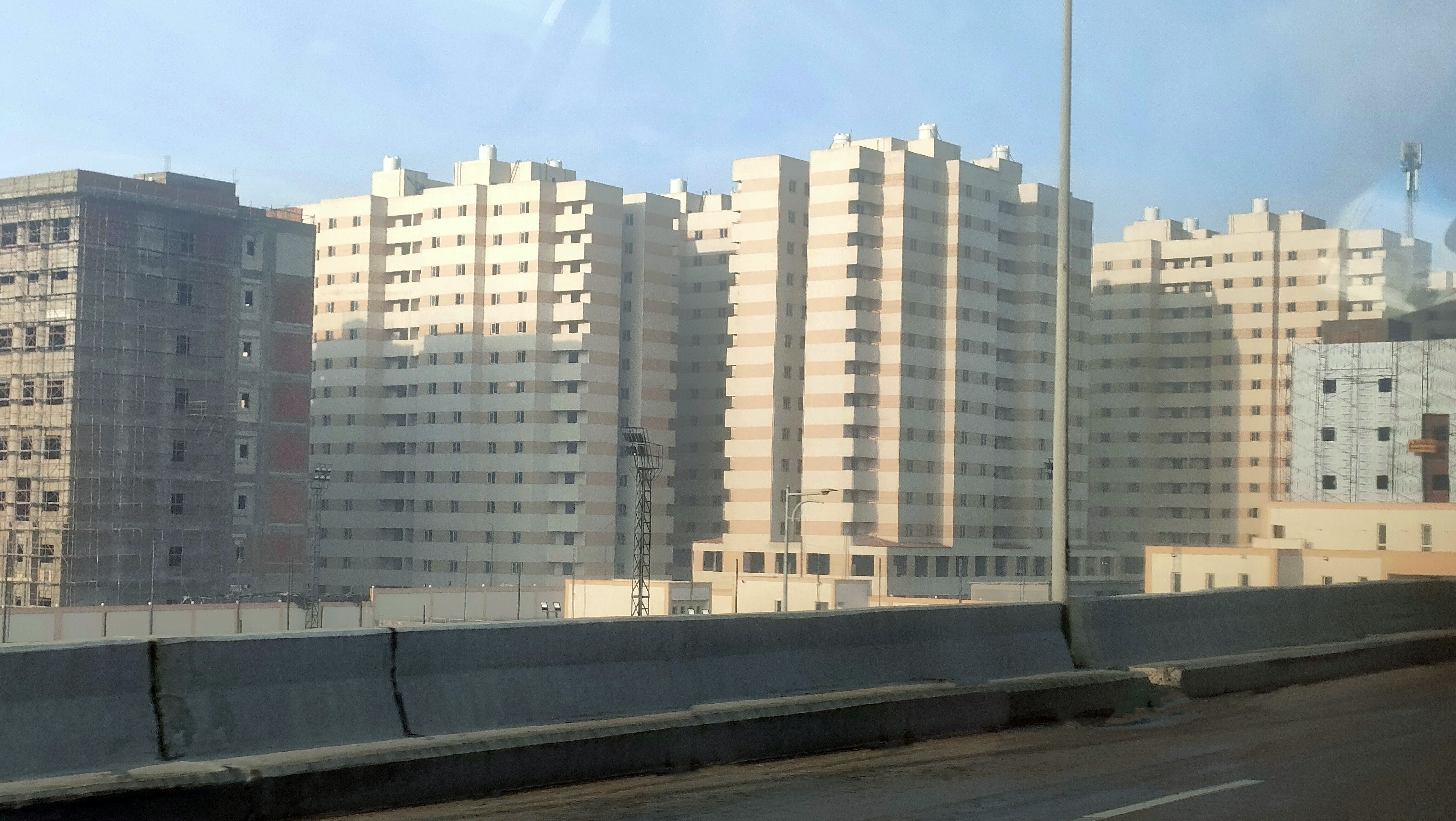
بشاير الخير 5

بشاير الخير هي إحدى المشاريع التي تنفذها مصر، للقضاء على المناطق العشوائية في مدينة الإسكندرية.

## بشاير الخير 1
يقام المشروع في مدينة الإسكندرية في منطقة غيط العنب على مساحة 12.3 فدان، استغرق بناء المشروع سنتين ويتكون من مجمع سكني بإجمالي 17 عمارة سكنية، تشمل 1632 وحدة بقدرة الاستيعابية 10 آلاف مواطن، وتم تخصيص وحدات للأعمال الخيرية من دار أيتام وحضانة وجمعية لذوي الاحتياجات الخاصة بالإضافة إلي مكتب شهر عقاري ومكتب بريد ومكتب لإدارة وصيانة المشروع،ومستشفي سعة 150 سريرا ومجمع عيادات خارجية ووحدة غسيل كلوي ووحدة طوارئ واستقبال وغرف عمليات ووحدات افاقة ووحدة عناية مركزة ووحدة أشعة ووحدة تحاليل.
تم إنشاء مسجد كبير بمسطح 812 مترا مربعا يسع 800 فرد وساحة خارجية بمسطح 600 متر مربع يسع 600 فرد، كما يتم إنشاء سوق تجاري به 58 محلا تجاريا ومولا تجاريا، وإنشاء 47 ورشة صناعية، وإنشاء مركز تدريب مهني وفصول تعليمية وورش إنتاج تعليمية ومكاتب الإدارة وقاعة اجتماعات وغرف فنيين وإداريين.

## بشاير الخير 2
تقام المرحلة الثانية في مدينة الإسكندرية في منطقة غيط العنب على مساحة 50 ألف متر مربع حوالي 12 فدان، تم إنشائة بتوقيت متزامن مع افتتاح المرحلة الأولي، استغرق بناء المشروع عاما ونصف العام ،وتستهدف المرحلة الثانية إنشاء 18 بلوك، بإجمالى 37 عمارة سكينية، تشمل 1869 وحدة سكنية بقدرة الاستيعابية 10 آلاف مواطن،الإضافة إلى 4 مصاعد كهربائية لكل بلوك سكني، بالإضافة إلي العديد من الخدمات الأخرى والمحال والمولات التجارية بالدورين الأرضي والأول وتم تجهيز جميع الوحدات السكنية وتزويدها بالأثاث وجميع الأجهزة اللازمة.
تم إنشاء 13 مولا تجاريا بمساحة 915 مترا مربعا للمول الواحد بالدور الأول علوي وطرق إسفلتية بطول 250 مترا بالإضافة إلى 15 ألف متر مربع من أرصفة ومسطحات خضراء.

## بشاير الخير 3
تقام المرحلة الثالثة في مدينة الإسكندرية على مساحة 54 فدان، وتستهدف المرحلة الثالثة إنشاء وعدد البلوكات 100 بلوك، بإجمالى 200 عمارة سكينية، تشمل 8 ألف وحدة سكنية بقدرة الاستيعابية 10 آلاف مواطن،الإضافة إلى 4 مصاعد كهربائية لكل بلوك سكني، بالإضافة إلي العديد من الخدمات الأخرى والمحال والمولات التجارية بالدورين الأرضي والأول وتم تجهيز جميع الوحدات السكنية وتزويدها بالأثاث وجميع الأجهزة اللازمة.
سيكون في المرحلة مسجدين بمسطح 800 متر للمسجد الواحد، وكنيسة بمسطح 800 متر، ومدارس، وبنك، ومستشفى، والمشاريع التجارية تقام علي مساحة 52 ألف متر مساحة المسطحات التجارية في المشروع.

## بشاير الخير 5
تقام المرحلة الخامسة في مدينة الإسكندرية على مساحة 90 فدان، وتستهدف المرحلة الخامسة 15200 وحدة سكنية ، ومساحات تجارية بإجمالي 99465 متر مربع.